# Onat Kutlar
Mehmet Arif Onat Kutlar, noto in Occidente semplicemente come Onat Kutlar (Alanya, 25 gennaio 1936 – Istanbul, 11 gennaio 1995), è stato uno sceneggiatore, poeta e saggista turco, tra i fondatori dell'Uluslararası İstanbul Film Festivali (Istanbul International Film Festival).

## Biografia
Nipote del governatore ottomano del distretto di Ta'if - oggi Arabia Saudita - e figlio di un giudice sostenitore della nuova Repubblica di Turchia, cresce nella cittadina di Gaziantep, nel sud del Paese. Per gli studi superiori si trasferisce ad Istanbul e poi, dopo aver vinto una borsa di studio, a Parigi. Scrive in questo periodo alcuni racconti destinati a diventare il nucleo centrale della raccolta Ishak, pubblicata nel 1959, che gli vale il successo tra i maggiori intellettuali turchi dell'epoca, affascinati dal Surrealismo e dal Misticismo europei riflessi nell'opera; in particolare cattura l'attenzione di Fethi Naci, un noto critico letterario, che vede in lui la risposta turca al Realismo magico, che in quegli anni vive il suo momento d'oro - Borges, Casares, Calvino, per citare alcuni degli autori più importanti dell'epoca.
Continua la propria carriera di letterato componendo poesie e scrivendo saggi e racconti per quasi tutta la durata degli anni ottanta: ottiene per questo importanti riconoscimenti, come l'Ordre des Arts et des Lettres dalla Repubblica Francese. Muore in seguito ad un attentato terroristico nel clima turbolento della Turchia degli anni novanta. In suo onore la FIPRESCI, la federazione internazionale della stampa cinematografica, gli ha dedicato un premio, conferito unicamente per il Cinema turco.